# ヘスドルフ
ヘスドルフ (ドイツ語: Heßdorf) は、ドイツ連邦共和国バイエルン州ミッテルフランケンのエアランゲン＝ヘーヒシュタット郡に属す町村（以下、本項では便宜上「町」と記述する）で、ヘスドルフ行政共同体の本部所在地。

## 地理

### 位置
この自治体は、エアランゲン＝ヘーヒシュタット郡のアウトバーンA3号の西側に位置する。グローセンゼーバッハとともに行政共同体を形成している。

### 自治体の構成
この町は、公式には10の地区 (Ort) からなる。このうち小集落や孤立農場などを除く集落を以下に列記する。
- ダンベルク
- ハンベルク
- ヘスドルフ
- ヘッセルベルク
- クレープハイム
- ニーダーリンダッハ
- レーラッハ
- ウンターメムバッハ

## 歴史
1315年に初めて文献に登場する。

## 行政

### 議会
ヘスドルフの議会は、16議席で、これに首長が加わる。

### 紋章
図柄: 上下に二分割。その上部は金地で、銀の斜め帯、下の分割線から、赤い爪と舌で威嚇する黒い獅子。下部はさらに左右二分割され、向かって左は赤地で、銀の槍の穂先。向かって右は、5回交互に入れ替わる黒と金の斜め帯。

## 年中行事
9月の初めに、ヘスドルフでは教会祭が催される。

## 引用
1. ↑  https://www.statistikdaten.bayern.de/genesis/online?operation=result&code=12411-003r&leerzeilen=false&language=de Genesis-Online-Datenbank des Bayerischen Landesamtes für Statistik Tabelle 12411-003r Fortschreibung des Bevölkerungsstandes: Gemeinden, Stichtag (Einwohnerzahlen auf Grundlage des Zensus 2011)
2. ↑  Bayerische Landesbibliothek Online